# ああ播磨灘
『読むと強くなる横綱漫画 ああ播磨灘』（よむとつよくなるよこづなまんが ああはりまなだ）は、さだやす圭による日本の相撲漫画。『モーニング』（講談社）にて1991年から1996年に連載された。単行本は全28巻（文庫版全14巻）。

## 概要
敗北や挫折を味わいながら成長するという常套パターンを採らず、主人公は登場時点で既に横綱。そして一度も負けられない宿命を背負った主人公に、次々強敵が襲いかかるというパターンをあえて踏襲。主人公が勝つとわかっていてもハラハラさせるのがこのパターンの王道だが、それを逆手にとって、どんどん超人的になっていく主人公と対照的に、ライバル力士たちの人間ドラマを描き込み、読者に敵役の側に感情移入させる余地を作る構成となっている。
また主人公の格闘家としての強さだけでなく、仮面の土俵入りを始めとして角界の伝統や作法を踏みにじる行動と、それを阻止したくても実力で土をつけるまでは追放できないという相撲協会側の意地との葛藤が大きなテーマになっているが、主人公のルール破りの真意が必ずしもはっきりせず、対白鳳や三ツ岩のときのようにむしろ主人公が相撲界のルールを擁護する側に立つこともあったため、主人公の言動が最後まで予測不可能であったことが、作品の緊張感を維持する上で大きく役立っていた。
M.A.T.原作、竜崎遼児作画の相撲漫画『雷電王』には、播磨鷹（はりまおう）という豪放な横綱が登場、主人公と死闘を演じた末に敗れる。これを受けて、本作の側でも播磨灘が自身の綱を奪ったプロレスのチャンピオンの両腕を破壊し、瞬殺するエピソードが描かれた。

## あらすじ
9月場所初日、新横綱播磨灘は仮面をかぶって土俵入りに登場、人々を驚かせる。さらに、双葉山の69連勝を破ること、今後一度でも負けたらその場で引退することを宣言する。
相撲協会の怒りを買い、全幕内力士を敵に回して、播磨灘の快進撃が始まる。

## 逸話
連載当時、若花田、貴花田、曙らによる相撲ブームが起こり、作者のさだやす圭も大相撲関係のコメントを求められることが多くなった。しかし、ユーモアのつもりで言ったことが、挑発的な物言いのように紹介されることも多く、「播磨灘の様な漫画を描いている作者ならこれくらい言うだろう、と思われている様だ」と困惑させられたという。
特に当時大関の小錦の横綱問題で、励ましとやはりユーモアのつもりで「あの身体に綱をしめたらどんな風になるか見てみたいよ」と語った言葉が、「小錦の横綱姿などきっと見られたものじゃない」というような逆のニュアンスで伝えられてしまったことについては心を痛め、総集編の巻末コメントで小錦に対して謝罪している。
なお、「播磨灘」の四股名は連載当時およびアニメ放送当時は過去に襲名した力士が存在しない架空の四股名であったが、2017年5月場所に尾上部屋所属の播磨灘隼斗がそれまでの四股名から改名し、2021年3月場所で引退するまで名乗り続けた（最高位は2020年3月場所の西三段目94枚目）。

## 登場人物
担当声優はアニメ版に準拠。

### 播磨灘の周辺人物
播磨灘勲（はりまなだ いさお）
声 - 大塚明夫
本名：山形勲（やまがた いさお）
本作の主人公。身長185cm、体重152kg「土俵の上では力こそが全て」という信念を持ち、観客本位の吊り屋根や放送のための仕切り時間制限などの「創られた伝統」を批判、土俵の内では自分に負けた相手に対して取り組みの内容に関係なく暴言を放ったり、制裁に近い駄目押しを加えるなど、角界の禁をことごとく破る、まさに掟破りの土俵の鬼神。作品では描かれていない前場所の15戦全勝を含む二場所連続優勝で横綱に昇進し、新横綱として迎えた秋場所初日の第1話で早くも仮面をかぶって土俵入りし、「どんなこすっからいやり方でも一敗でもしたら、その日限りで引退する」と豪語。その言葉どおりに連勝を続ける。
驚異の四股を踏む強靭な足腰と怪力を生み出す上体を併せ持ち、怪力だけでは無く飛び抜けた技を併せ持つ。得意技は呼び戻し・吊り落とし・櫓投げと、いずれも現実では滅多に見られない大技ばかりである。呼び戻しに関しては秋場所の大江川戦で決まり手として宣告されたことを境に徹底して、探求と稽古を続けた結果自身の十八番とし、雷光親方からは、「完成すれば今まで誰も見た事の無い技になる」「相手を殺す文字通りの必殺技か」と恐ろしさを語っており、その稽古の過程で素早く相手の体重移動を感知する相撲勘が磨かれた。土俵入りの型は不知火型。初土俵時の四股名は、山形山（やまがたやま）。
土俵の外でも自らの我を貫き通す傍若無人っぷりを見せており、親方の雷光もその暴走を抑えきれず、部屋の弟子たちは恐れ慄いている。また大食漢の大酒飲みであり、場所中にも一晩で酒を一斗五升飲むこともある。ただし、強面で誤解されやすいが、善良な部分が全く無いという訳ではなく、「年寄りは国の宝」と称して困っている老人に優しくしたり、心労で倒れた母を見舞うべく場所中にもかかわらず彼女のいる故郷に向かって元気になるよう四股を踏んだりもしている。また、同部屋の2人の弟子たちが自分と同様に優勝した際は、自分の優勝祝いに鯛を持ってきた魚屋に対し「2匹足りん」と言って弟子たちのことも労うよう計らうなど、粋な面も見せている。亜希子が能面を被って突然嫁ぎに現れた際も、自分に通じる物を感じ入ったのか、あっさりと嫁にするなど、懐の広さを見せており、彼女が自身の子をなした際にも祝福している。しかし、普段の傍若無人さが目立つためか、そういった面などを理解している者は数限られており、相撲協会では唯一の理解者であった大河内が死んだ後は、自分なりのやり方で彼の供養を行っている。
普段の言動や仮面を被ったパフォーマンスとは裏腹に、相撲自体に対しては極めて真摯。相撲に対して己の全精力ひいては命・人生そのものを注ぎ込んでおり、他の力士たちにもそれを求めている。そのような気概が感じられる相手に対しては、ある程度の敬意を払っているが、そうでない力士に対しては非常に強い怒りを見せる。特に竜雲との取組では、自身の予告を外すことを優先してわざと負けようとした醜態に激昂。予告通りの形で叩きのめした上で「それでも力士か！」と罵倒している（これには基本的に播磨灘を嫌う愛宕山ですら、同様の怒りを竜雲にぶつけた）。自分の力士としての信念を「間違っている」と偉そうに宣言して挑んできた大江川に対しても、彼が自身の期待を裏切る形で受け身の相撲しかとらなかった事に「おのれは最低じゃ」とまで罵り、勝利しても不機嫌な表情のまま土俵を去り、「銭の取れる相撲やない」と観客から得た収入を全て返すよう言い渡す程であった。他の力士に対して罵倒を繰り返し、先輩横綱の太刀風や北道山相手にもそれは変わらなかったが、自身の「土俵中央で殺す」という宣言を覆す形で敗れた玉嵐には満足を覚えたのか大笑いして見せ、太刀風に対しては（太刀風のことだと明言はしていないが）「名力士」、北道山に対しては直接「おのれがわしに一番近い力士やった」とある程度だが認める発言をしている。
初場所編の千秋楽にて、「大相撲を解散する」と称し、相撲協会と決別する。後に「播磨灘道場」を旗揚げし、相撲協会と対決する意味で、7月場所と同じ時期に「播磨灘十番勝負」という自主興行を起こした。最終的には、4場所連続の全勝優勝（初場所のみ11日興行）と自主興行8戦全勝で作中全戦無敗の64連勝まで続いたが、播磨灘が目標としていた双葉山の69連勝を超えるところまでは描かれることはなかった。その後、新たに相撲協会理事長に就任した太刀風が播磨に対して完全敗北を認め、更に播磨灘自身が稽古で少年力士に敗北し、未来への希望を見つけたところで作品の幕が閉じる。
さだやす圭作品の主人公の例に漏れず、関西出身（兵庫県播磨市（播磨市の島）出身）であり、関西弁をしゃべる。また初出時と比較すると、10話以内で著しく顔つきが変化してしまい、額の三本傷が面影を残すものの顔つきはほぼ別人となる。
雷光親方（らいこう）
声 - 緒方賢一
播磨灘の師匠。現役時代には平幕の下位に留まった（最高位・前頭2枚目）。実直な人柄で、播磨灘の破天荒な挙動に一喜一憂する。弟子の育成はうまいが最高位が平幕止まりであるため部屋の外での仕事は雑用ばかりである。播磨灘の横綱昇進時には有頂天になって「播磨灘が負けたら自分も廃業」と放言をしたことがあり、このことを播磨灘の挙動と合わせて後日協会幹部から責められている。
九州場所編では播磨灘が北道山戦を前にしての朝帰り、綱を取り返すためにプロレスのリングに上がったことや、綱引き用の綱での土俵入りなどの問題行動を次々に起こし、それらが原因で倒れる寸前になったため注射を打たれた。
初場所千秋楽で播磨灘が「大相撲解散」を宣言。雷光もこれに驚き、他の親方衆から問い詰められそうになったため、逃げるように国技館を脱出。その後は播磨灘と行動を共にした様子。
おカミさん
声 - 真山亜子
雷光親方の妻。彼女にとっては播磨灘も可愛い子供の一人であり、一挙手一投足に振り回されつつも、時には雷光以上に毅然とした態度で播磨灘に接する。
時津灘（ときつなだ）
声 - 小野健一
前田亜希子
声 - 折笠愛
自ら能面を被って深夜に雷光部屋を訪れ、播磨灘に嫁入りを志願。仮面のまま電撃的な婚約発表をした。九州場所後、正式に結婚する。美人でしっかり者の誉れ高き女性。婚約会見でも能面を着けていたため、後に「能面女」とあだ名されることになった。能面は記者会見のときに播磨灘に割られ、素顔をさらして以降は着用していない。結婚後は播磨灘と共に部屋に住みつき、台所も手伝う様子が見られた。十番勝負の開催期間中に播磨灘の子を身籠ったことが明らかになり、播磨灘から祝福を受けた。
八田登（はった のぼる）
暴力団九州玄界組組長。九州場所中に、ちょっとした交通事故で播磨灘と偶然出会う。この後の宴会の末に播磨灘に魅了され、以後すべてを捨てて播磨灘に尽くすようになる。九州場所千秋楽で播磨灘の土俵入りの後に土俵に上がり、スーツケースから1億円を懸賞金として土俵にばらまいた。播磨灘も全幅の信頼を置いており、播磨灘の化粧回しと播磨灘道場の看板の揮毫を任されている。
作者の別作品『なんと孫六』にも不良高校生役として登場している。
兆二（ちょうじ）
玄界組若頭で八田の腹心。播磨灘と八田に振り回され、ブツクサ言いながらも、男と見込んだ両名に忠義を尽くす。
日向灘（ひゅうがなだ）
声 - 高木渉
雷光部屋の幕下上位力士。播磨灘と同場所で幕下優勝し、十両に昇進した。九州場所編では不機嫌な播磨灘から逃げ出すために関取の特権を使おうとしたことがある。
紀州灘（きしゅうなだ）
声 - 古田信幸
雷光部屋の三段目力士。播磨灘と同場所で三段目優勝した。
入間山（いるまやま）
声 - 福田信昭
大野
播磨灘の付け人。九州場所編で登場。背中を流すため一時間半も湯舟につかったままの播磨灘をもう一人の付け人と共に風呂の中で立ったまま待ち続け、のぼせて倒れる。
淡口
元愛宕山部屋のちゃんこ長。九州場所前に竜雲と食べ比べした播磨灘が竜雲と勝負の賭けをして「負けたらよこせ」ということになり、竜雲が播磨灘に負けたためその日のうちに廃業届けを提出して、雷光部屋のちゃんこ番になった。
山形松子
播磨灘の母。播磨灘が少年期に夫は交通事故で死亡する。以来女手一つで播磨灘を育てる。播磨灘の横綱昇進後、心労で倒れる。播磨灘は母親が倒れたと聞いて本場所中にもかかわらず見舞いに訪れ、庭で四股を踏む。播磨灘の結婚式で上京し、出席した。

### 相撲協会 / ライバル力士

#### 横綱
太刀風貢（たちかぜ みつぐ）
声 - 笹岡繁蔵
東京都出身。相撲道300年の伝統を踏まえた、心技体充実の相撲を取る、横綱の中の横綱。優勝回数は22回で円相撲というスタイルで他力士を圧倒する。土俵入りの型は雲龍型。自身が2場所連続で休場している間に播磨灘が大関での二場所連続優勝で横綱に昇進したため、その責任を自覚して本割の千秋楽で3場所連続で播磨灘と全勝で相星決戦を行う。初場所編では、九州場所後から播磨灘の得意技である呼び戻しの対策を練っており、初場所の千秋楽の前夜に天山との稽古によって、呼び戻しのカウンター技である首投げの播磨灘返しを編み出し、千秋楽の播磨灘戦に臨む。取り組みの最中に播磨灘が相手にしてるのは「太刀風では無くて日本人の心」と言うが、播磨灘からは「おのれが腐れ相撲の元凶」「世のため人のためもっと早く殺しておくべきだった」と酷評されてしまい、播磨返しは通じず呼び戻しで敗れた。その後、播磨灘が持ってきた日本式棺桶の中に押し込まれ、土俵にいる資格がないと言われ、地獄車と称して土俵下に転がされる。その事件をきっかけに、自分の力がピークを過ぎたと悟り、引退を決意。播磨灘からは「名横綱」と評価されるが、太刀風自身も自らが体得した円相撲の神髄をつかんだ播磨灘の実力を高く評価している。
その後、打倒播磨灘のために紫電海を鍛える一方、愛宕山に本場所に出るように説得する。そして、紫電海との修行で習得した刹那相撲を引っさげて「播磨灘十番勝負」の3日目に最初の挑戦者として名乗りを挙げるがこれも敗退、その後も裏で十番勝負に挑む力士が一日一人になるように（4日目を除く）調整役をしていたことが北道山の口から述べられている。最終話では能登ノ海の推挙で、理事長に抜擢。記者会見で、記者たちの前で土下座し、協会の敗北を認めた。
取り口などから「平成の双葉山」と呼ばれ、双葉山がモデルとされるが、名前からみて連載当時の第一人者だった千代の富士のイメージに重ね合わされている。
北道山剛（ほくどうざん つよし）
声 - 若本規夫
北海道出身。身長205cm、体重180kg。角界一の怪力を誇る力士。自他共に厳しい荒法師。優勝回数は6回(15戦全勝3回、14勝1敗3回)。9月場所編では横綱だったが、播磨灘に敗れたのをきっかけに、「横綱の力が無い」と周囲の反対を押し切って、自ら横綱の地位を返上し、名誉大関となる。だがそのため、かえって「所詮大関」「大関なら横綱に礼を尽くせ」などと、播磨灘に暴言を浴びせられることになる。九州場所での播磨灘との対戦後に自決しようと刀を持ち出し、制止しようとする玄海以下部屋の若い衆を蹴散らすも柱に縛り付けられるが、電話をかけてきた母親から「死ね」と言われさらに暴れる。身長は元々200cmだったが、初場所編では5cm伸びた。
播磨灘十番勝負編の最後の相手。その時に播磨灘に「お前がわしに一番近い力士やった」と言わしめた。しかし、取組では自身のかち上げと張り手が播磨灘に全く通じず、最終的に播磨灘に頭上高く持ち上げられ、土俵の外に放り投げられて敗北した。
第86話「あそびほうける」では回想シーンながらも北道が播磨灘を破る描写がある。
長身、上突っ張りを活かした取り口などからモデルは明治末から大正の無敵横綱だった太刀山峯右エ門。その四股名や直情径行な性格には、力道山のイメージも加味されている。
実在する力士北道山和貞（現・プロレスラー）の四股名はこのキャラクターから付けられていた。
大江川康（おおえがわ やすし）
本名は田村正蔵。
プレッシャーに弱いが、巨体、重心の低さは申し分なしであり、その天稟は愛宕山親方からも角界一の才能の持ち主と謳われる横綱。1年前に膝を故障しており、膝を庇って相撲を取っていたため不調で成績が悪かった。9月場所編では膝が完治し、中日まで2勝6敗と不振だったが、中盤からは5連勝と成績が安定し全盛期の頃と同じにまでになる。師匠・稲綱親方の進退を賭けて播磨灘に挑むが、呼び戻しにてあっけなく敗れた。親方は廃業したが、大江川自身は場所直後に誕生した息子のために、泥をかぶる覚悟で現役続行を表明。九州場所編では、打って変わって水入りの大勝負を演じた（本編中、水入りはこの一番のみ）。しかし水入り後の取り組みでは吊り合いの中で息を吐いた隙をつかれて先場所同様に呼び戻しで敗れ、播磨灘には「息を止めての吊合いなら絶命せんかいっ」と罵倒される。初場所編で、「播磨灘戦に敗れたら廃業する」と宣言し、播磨灘に挑み播磨灘に終始まわしを取らせない相撲を取るが、首投げの勢いを反動にした変則型の突き押しによって土俵に叩きつけられ敗れる。取り組み後、播磨灘から「おのれは土俵で命を削る男やない」「嫁さんもろうて子供を可愛がるのがおのれの分」と酷評されてしまい、そのまま廃業。
その後、海外に渡って武者修行の旅に出て、帰国。その時の彼の姿は、頭を丸め、頭に二つの傷がつき、肌は小麦色に焼けていて現役時代とは全くの別人になってしまった。元横綱・大江川ではなく、一個人・田村正蔵として5日目に播磨灘十番勝負に挑む。武者修行中に海外で大自然の大波を受けることで受けの相撲を極めたが、播磨灘から「おのれの受けには攻めがない」「おのれは中にいる人間ではない」と断言され一方的に土俵下に投げられ敗れる。播磨灘からは「銭の取れる相撲じゃない」と酷評され播磨灘を怒らせている。この十番勝負では大江川は作者による選考から漏れそうになるが、地位が地位で頭を丸めたら強くなるだろう、ということで登場した（文庫版13巻後書きより）。
モデルは大乃国。

#### 大関
富嶽八十吉（ふがく やそきち）
声 - 安西正弘
本名はイオテ・イヤオケア。
ハワイ出身。体重250Kgの巨漢力士。腕力は角界一であると愛宕山理事長に言われるほどで、突き押しを主に得意とする。播磨灘の「負けたら引退」宣言を受け、大関の地位でありながら急遽二日目に播磨灘と取り組まされて、播磨灘に渾身の力で吊り上げられ、土俵に叩きつけられた。引き付けての鯖折りもあるが、かつて稽古場で当時幕下だった兄弟子の腰の骨を折って廃業させてしまったため、封印していた(アニメでは愛宕山も記憶している大事件であり、回想で腰を折られた兄弟子が悶絶するシーンが描かれた)。九州場所編では、その封印を解き、播磨灘に挑むが相討ちとなって自分の腰の骨も折れてしまい、敗れてしまう（取組後、播磨灘の腰の骨が鳴るのを聞いたことを診療所のベッドの上で親方に報告。その後も7月場所編で鯖折りを使うシーンがある）。
後に関脇に陥落するも、不屈の闘志で奇跡のカムバックを遂げ、「播磨灘十番勝負」の四日目に幕下以下の力士が締める黒まわしで播磨灘に挑む。突き押しで果敢に攻めるも全く歯が立たずに敗北。「人間（じんかん）いたるところ青山（せいざん）あり」の言葉を残して廃業、部屋を去る。その際、親方夫妻や部屋の力士たちから万歳三唱で送られた。
モデルは小錦。
玉嵐功央（たまあらし いさお）
本名は玉井新吉。
小兵力士であるが、稽古の鬼と謳われる努力型の力士であり、取り組み後にも夜稽古をするほど。徹底的な猛稽古によって鍛えられた足腰による安定した重心と鍛えぬいた鋼のような肉体と高いスタミナを武器とする。横綱昇進前の播磨灘との対戦成績は五分。維新竜ら弟弟子の指導にも熱心で、維新竜の敗北時には花道ですれ違った時に「土俵の外でも摺り足で歩けと言わなかったか」と叱りつけた。しかし播磨灘との取組では「お前の稽古は稽古のための稽古」と喝破され、敗北後に強烈な四股によって邪心を抜かれる。アニメではこの際、体から悪霊が抜けていくような描写がなされた。
実母はブティックを経営し、他にも会社5社を保有し「事業の鬼」と呼ばれており（本人は「鬼のつもりが豚になっていた」と言っている）、事業を優先して玉嵐を養子に出した。初場所編では大関の先鋒として播磨灘に挑み、取組前日に実母と対面し壮絶な親子喧嘩をし自信を得て取組に向かう。結果敗れはしたものの、播磨灘の「土俵中央で殺す」宣言は覆しており、当の播磨灘本人も野次を飛ばす観客からこの事を指摘されて気付いた際は、満足を覚えていたのか大笑いしていた。
若不動克之（わかふどう かつゆき）
不動明王を信奉し、9月場所で新大関になった。得意は右四つで、左四つの播磨灘とは喧嘩四つ。9月場所では播磨灘に左四つになられたが、巻き返して右四つとなった。しかし、播磨灘は頭をつけ、腰を落とし、若不動を居反りで背中から落とした。完敗したため、四股名の返上を迫られるも、逆に師と仰ぐ明澄法師から新しく不動王（ふどうおう）の名を授かる。
九州場所では呼び戻しで敗れ、取組後、播磨灘に悪のりしないようにと「四股名を“お不動”に改名せい!!」と言われ、「さい銭だ」として懸賞金を投げつけられた。
初場所では改名を受け入れ、国技館の前に「お不動」と書かれた一回り大きい力士幟を飾り、勢い込んで挑むも、張り手一発で正体をなくして倒れ、播磨灘に消え失せろと怒鳴りつけられた。それ以降出番がなく、十番勝負にも登場しなかった。作者曰く「一見大物っぽいが神頼みタイプ」とのこと。玉嵐、若不動の2大関が十番勝負に出なかったことについては、作者は文庫版13巻の後書きで「志が低かったからではないか」と述べている。
紫電海勝巳（しでんかい かつみ）
声 - 大塚芳忠
本名は山中勝巳（やまなか かつみ）。
神奈川県出身。スピードと技を誇る天才肌の力士、将来の横綱昇進が確実視されている。播磨灘が最後に敗れた相手。学士出身ということもあって古典的な相撲界隈において、ウエイトトレーニングを導入するなど近代相撲の申し子というべき存在。力士体型でありながら軽々ととんぼ返りが可能であり、ボクシングをやらせればヘビー級チャンピオンになれると言われるなど作中に登場する力士の中でもセンスの高さを見せており、横綱の太刀風をして自分以上の天才と言わしめている。
表向きは飄々とした性格だが、悩みやすい内面も持っている。プレイボーイと目されているが、それは周囲の協力によるカモフラージュによるもので幼馴染の中嶋紀子一筋。秋場所編では播磨灘に勝利した後にとんぼ返りをすると記者たちに言い、再三に渡って出し投げで播磨灘を崩すも両腿を掴まれて真上に高く放り上げられ、強引にとんぼ返りをさせられ土俵下に落ちてきたところに突きを受けて花道まで飛ばされた。九州場所編では、播磨灘に勝つための策を考えに考え抜いた末に立ち合いで渾身の蹴返しを放つが、堪えた播磨灘にそのまま秒殺されてしまい、投げ飛ばされた後、「前相撲からやり直せ!!」と罵声を受け、紀子からも叱責を受けてしまう。
播磨灘出現以降の土俵の荒廃を憂いている。初場所編では初日に津軽山を出し投げで土俵外へ放り投げて腕を破壊、他一人を負傷させ病院送りにする。播磨灘との取組前日には死を覚悟して紀子に婚姻届を渡し、当日は「こうなったのも播磨灘を見過ごしたあんたの責任だ」と理事長に啖呵を切った上で、播磨灘を殺すつもりで流血戦を演じた。最後はとどめとばかりに播磨灘の首を折ろうとしたが播磨灘の逆襲を喰らい、首をわしづかみにされ、合掌ひねりで土俵にたたきつけられて敗北、自らが血反吐を吐く結果となった。取組後、入院していた病院で髷を落として廃業しようとしたが、紀子の強い説得により思いとどまる。十番勝負編では一門の枠を超えて太刀風に稽古づけられたことで出し投げにさらに磨きがかかった。十番勝負の八日目に参戦した際も播磨灘を得意の出し投げで揺さぶるが「押しの無い相撲は吊りに弱い」と指摘され、変則の吊り落としを数回打たれて強い着地の衝撃を何度も受けた末に膝から崩れて敗れ、播磨灘から「技を磨く暇があるのなら押しを鍛えろ」と酷評される。

#### 関脇以下
白鳳真二（はくほう しんじ）
技と力を備えた正統派力士。入幕した時に太刀風から「これで大相撲も10年は安泰」と言わしめた。9月場所前に、女性を助けるためにヤクザとケンカして病院送りにしてしまい、協会から謹慎処分を受けていたが、9月場所の四日目から復帰する。喧嘩に関して播磨灘は「ワシが理事長なら永久追放」と私見を述べていた。アニメでは播磨灘相手に善戦するも、徳俵を利用して投げを打とうとしたところ播磨灘に逆襲され敗北、「何が白鳳時代の幕開けだ」と一喝される。初場所では親方から、心の枷を外し本来の姿に戻るように言われかつて新弟子時代に見せた凶暴な本性を思い出し、以前とは打って変わってヒールに転向し殺意を前面に出すも呼び戻しで土俵に頭を直接打ち付けられ敗北し、播磨灘に誓約をさせられる。7月場所で、十番勝負に挑む前に土俵上で天山に強引に半殺しにされ、意識不明に陥る。
天山元栄（てんざん もとえい）
福井県出身。大学相撲でタイトルを総なめにし、幕下付け出しでデビュー。初土俵時には既に24歳であり、入門に反対していた両親が死去するのを待つ形で大相撲の土俵に上がることを待望しており、正式に入門する前から山藤親方に稽古づけられていた。初土俵から4場所連続全勝優勝で、強烈な突きを武器にわずか8か月で入幕を果たした。九州場所前に、山相撲で播磨灘と対決するはずだったが、師匠の山藤親方に制止され実現に至らなかった。九州場所の十四日目で無敗のまま播磨灘と対戦し、一本背負いで肩を脱臼し敗れ、「幕下以下」と罵倒される。その後、雷光部屋へ押しかけ入門し、打倒播磨灘のために播磨灘と本気の相撲を続け、播磨灘の呼び戻しをまともに受けたため背骨を痛め初場所は休場した。初場所の途中で完治をし千秋楽前夜に太刀風から稽古を頼まれ、播磨灘返しの練習台となって首を痛める。極端な無口で、何を考えているのか分からない男。打倒播磨灘以外への興味関心が皆無で、周囲の恩義に感謝することもなく、ホームレス同然の風体になろうとも意に介さない。
十番勝負編では播磨灘相撲道場に入門して稽古を行いつつ大相撲の本場所もこなし、7月場所編では立合いの当たりで失神させた白鳳を無理やり起こして呼び戻しで故意に首から落として負傷させる非情さも見せた。十番勝負を前にして山藤から竹刀で叩きのめされつつ引き留めを受けるも結局は破門同然の形で6日目に播磨灘との大一番に挑む。取組開始時間より遅く着き、播磨灘の額が割れるほどの強い当たりで、「立合いは三役」と播磨灘に評されていたが、呼び戻しで敗れ、敗北の悔しさに泣き出したところ播磨灘から「まさかガキやったとは」と切り捨てられ、大雨の中で一人号泣した。
凄ノ尾（すさのお）
播磨灘と初土俵と入幕が同じという同期の桜であり、播磨灘と同じく初土俵から2年で新入幕を迎えた実績の持ち主でもある。播磨灘の長所短所を知っている。首を太くするために頭を生木に打ち続け、骨のように硬くなった額のコブがトレードマーク。九州場所編では場所中より脳卒中が疑われていた播磨灘について「先場所播磨灘に敗れはしたが奴に楔を打ち込んだ」と記者に語るなど自信を持っていたが、播磨灘に敗れた後「凄ノ尾改め犬ノ尾とせい!!」と四股名返上を迫られた上に足で砂をかけられる屈辱を味わう。これを見た相撲記者らは、理事長室に押し掛け、播磨灘の廃業を要求するが、愛宕山は「それでいいのか」と記者らに聞いた。これに記者の一人が「廃業させれば最強の力士として名を残す」と答えた。初場所編では播磨灘との取組で倒れる間際に際に、担当行司曰く「掠っただけで血が出て明らかに殺すつもりだった」張り手を見舞われたたが、失神したところで「逃げたな」と酷評され「命が惜しいのなら土俵に上がるな」「マゲを切って田舎へ帰れ」と罵倒された。
玄海太郎（げんかい たろう）
北道山の弟弟子。福岡県出身。昔は、九州では名の知れた暴れん坊だったが、北道山の鬼のシゴキで、ぶちかましを武器に「壊し屋」の異名を取る実力派力士となった(不良時代の姿も叩きのめされるところも回想シーンで描かれた)。そのため、関取になった今でも北道山を「大将」と慕う。それは、北道山が綱を返上してからも決して変わることはなかった。北道山が横綱だった時は、露払いを務めた。苦悩する北道山の付き人につくことを申し出、怒鳴りつけられたこともある。9月場所では「波のり玄海」とアナウンスされるほどの好調を引っ提げて播磨灘に挑むが秒殺。敗北後は北道山に「流し目をくれやがって」と叩きのめされた。以後、「播磨灘に勝つまでは口をきかない」との願をかけてそれを守り続け11月場所の7日目に播磨灘に臨むが、またも秒殺され、負けた瞬間に声を出してしまい、播磨灘から「願掛けするなら一生しゃべらないとしろ」と嘲笑われた。初場所では北道山との稽古によって負傷していたため休場しており、片目に眼帯をかけていた。
八幡悠介（やはた ゆうすけ）
紫電海の後輩。身体が柔らかい柔軟な体ゆえに「ナマコ」という異名をとる元学生横綱。北道山とは同門である。常に茫洋とした表情で掴み所がなく、何があっても表情や感情を表に出さず、いったい考えているのか分からないその性格は、先輩の紫電海や秩父親方からも呆れられるほど。学生結婚した妻がいる。自身の所属する部屋の親方の秩父親方からは、角界に50年近くいるがこんな奴は見たことが無いと言われており、八幡のことを「とてつもない大物」か「とてつもない大馬鹿」のどちらかと発言している。
初場所の三日目に二日目に甲斐の山が怪我によって休場したため、急遽播磨灘と初顔で対戦。取り組みが決まった夜や取り組み前の朝も普段と変わらない様子であり、播磨灘と土俵で相対してもその表情は変わらなかった。結果は敗れはしたものの善戦し、相撲を見ていた愛宕山からは播磨灘の上手投げを一瞬持ちこたえた事から「たいした奴」「凄いの」と評価され、播磨灘も珍しく「マシな力士や」と言い、他の力士を平然と罵倒する中で唯一褒めた。「播磨灘十番勝負編」では、1週間ほど前からファックスで天気予報図を何度も取り寄せて入念に天気を確認し、土俵が濡れ、十分に踏ん張りが効かなくなるよう七日目の大雨の日を選び播磨灘に挑んだ。だが、「自分の強みをさらに増すための策」がかえって播磨灘の強みを引き出す結果となってしまい、敗北する。本人は妻に「10トンダンプ車が戦車になった」と語った。
十番勝負前夜では「播磨灘を倒したら除名されても謝り倒して帰参し、横綱になる。」と秩父親方に語っていたが、勝負が終わると、求人広告誌を片手に帰宅してそのまま廃業した模様。
モデルは旭富士。
竜鵬（りゅうほう）
立田海部屋の新入幕力士。愛宕山親方をして「久々に抜き身の男に会った」と言わしめたほど頑固で向こうっ気が強い。愛宕山からは日本人として一番力の出る身体で力士としては理想的な肉体だと言われ、100キロ程度の体躯でありながら200キロの力士を吊り上げるほどの背筋力を誇る。昔、土砂崩れで倒壊した自宅の下敷きになった父親を救えなかった悔恨から、吊り一本にこだわっている。愛宕山は北道山に預け鍛えさせる。北道山との稽古では愛宕山は竜鵬の背中を竹刀が割れても叩き続け、傷だらけとなった。十番勝負の九日目に播磨灘に挑戦する。立ち合いからもろ差しになり、播磨灘を吊ろうとしたが、逆に吊り返され、放り投げられた。
竜雲哲史（りゅううん てつし）
愛宕山部屋の部屋頭で小結。口先だけはうまく、自分より立場が上の相手には慇懃に振る舞いあるいは調子を合わせ、下の人間には、たとえ先輩であっても「ただの関取」と露骨に見下し横暴にふるまう二面性キャラ。播磨灘との対戦前に大食い対決し、引き分ける。その後11月場所初日にて、ちゃんこ長を務める淡口を賭けた取り組みでは、播磨灘に通常であれば仰向けに倒れる二枚蹴りで腹から落とす、という普通はあり得ない決まり手予告を受ける。土俵際に追い詰められ途中までは耐えるも、心の弱さを露呈し『同じ負けるにしても播磨灘の予告を外して負けよう』と自ら膝をつこうとしたため、播磨灘の激怒を買ってしまう。捨て身ののど輪も通じず、本当に二枚蹴りで腹から土俵に叩きつけられた上「それでも力士か！」と侮辱され負ける。これは愛宕山理事長にも見苦しく映ったため、「脂の乗った舌を切るか、部屋を出ていけ」と、事実上の廃業通告を突きつけられてしまう。アニメではその前に弁解したものの「殺すか殺されるかと言ったのはどこのどいつだ!」とさらに罵られてしまった。が、その後も現役を継続し、竜鵬登場時に稽古場に姿が見られる。十番勝負編での一門連合稽古では「力を付けた」と親方衆に評された。
修羅ノ海（しゅらのうみ）
上位に強く、下位に取りこぼす上位キラー。内掛け一本を極めようとする職人タイプ。11月場所四日目に播磨灘に挑み内掛けを繰り出そうとしたが、足を持ち上げられ、投げ飛ばされて敗れた。勝負がついて「必殺技ちゅうのは命がけでこそ必殺技じゃ」「お前の内掛けは技ではなく芸や」「二度と客に見せるな」と酷評された。懸賞の数の少なさに憤慨した観客がザルに金を入れて、それを他の観客に回し、ザルは金で一杯になり、「九州人の懸賞金だ！」と土俵下の呼出に渡された。取組後、播磨灘は「修羅の芸の見物料返すぞ、しかと受取れい！」と金の入ったザルを手にし、お札を撒きながら花道を引き揚げた。
モデルは安芸ノ島と琴ヶ浜。
竜剣（りゅうけん）
北道山の弟弟子の一人。強力な張り手が武器。初場所初日に播磨灘に挑み、結婚直後の播磨灘に罵詈雑言を飛ばして挑発するも、裏目に出て右腕を折られ、土俵に突き倒され敗北。気絶したところを播磨灘に強引に西の花道に投げられ担架で運ばれ、意識を取り戻して狼狽しているところを北道山に一喝される。
立山（たてやま）
関脇。横綱となった播磨灘の最初の相手。「凶器を仕込んでいるのではないか」と疑われるほど分厚く包帯を巻いた手による張り手が得意技。大関だった兄弟子が播磨灘に星の貸し借りを断られ、大関から陥落したために逆恨みをしている。そのため、秋場所でいつもより厚く包帯を巻いたうえで張り手を播磨灘に食らわせたが自分より強烈な張り手により、一発で土俵の外に吹き飛ばされて惨敗した。初場所では白鳳戦で負傷し休場する。
モデルは板井圭介。
津軽山（つがるやま）
全勝宣言をした播磨灘の三番目の相手。汗で滑らせ隙を作ろうとするも、全く通じず粉砕され、播磨灘からはカエル呼ばわりされた。初場所では紫電海戦で腕を負傷し休場する。
三ツ岩（みついわ）
播磨灘に対する捨石の刺客として選ばれた力士の一人。極端に無口な性格。大酒飲みで、馴染みの店ではツケで飲食しているが、未だに勘定を払ったことはない。元は横綱・大関になれる逸材と言われ、四つ相撲に特に適性を持っていた。だが適性に反して師匠の羽後ノ海親方には突き押しの指導を課されてしまい、自分の特徴をスポイルする形の相撲しか取れなくなり、そのため伸び悩んでいた。現在では腰を痛めたことで低迷して幕内の下位であるが、怪我で腰を痛める前は播磨灘や大江川とも五分以上の成績を残しており、上位の力士がもっとも嫌がっている上位キラー。
初場所の四日目に播磨灘に挑む。対戦前に羽後ノ海親方に啖呵を切り、常に鉄の球を四六時中握って密かに鍛え続けた自分自身のスタイルである手四つの型で挑むも、それを上回る腕力を持つ播磨灘に両手を砕かれ敗北。播磨灘から「おのれが好きなのは相撲は相撲でも腕相撲」と言われ、トドメに「親を親と思わん者は破門だ！」と足蹴にされた。播磨灘戦後、三ツ岩の横綱級の意固地さを見抜かなくて、育て方を誤ったことを認めた羽後ノ海親方から「今後の精進次第」「確実に上を狙える」と言われるも、親方の前で自らマゲを切り廃業。その後馴染みの店で酒を飲み、「勘定は必ず払う」と宣言した。その際プロレス転向の話を出されるが「知らん」と答えており、クラブのママから行く所があるのかと聞かれると「畳一畳あれば充分」と返答している。
甲斐の山（かいのやま）
相撲巧者と言われる力士。播磨灘が息を吐いた頃合を見計らって取り組むも、あっさりと倒された。初場所では序盤で負傷して休場する。
松島（まつしま）
前頭。白鳳と同門。二枚目で爽やかで謙虚な優等生。作中では珍しく播磨灘を尊敬している力士。九州場所では観客に因縁をつけられ、物を投げつけられていた亜希子を身を挺して助けた。そのため、亜希子にも好感を持たれたものの、肝心の播磨灘との取組では張り手を連発され、整った顔を原型を留めないほどに腫れ上がらされて敗退。その後も爽やかかつ礼儀正しく振舞ってはいたものの、一人密かに悔し涙を流していた。
武乃富士（たけのふじ）
前頭筆頭。大横綱・武蔵富士の息子。弱冠20歳ながら横綱と戦える位置まで辿り着いた。九州場所にて播磨灘と対戦したが、張り手1発で不様に敗れた。
大朝日（おおあさひ）
愛宕山部屋所属の関取で新入幕。眉間に大きなほくろがあるために「大仏」と呼ばれていた。十両では天山との壮絶な張り手合戦を演じたが、出稽古にて播磨灘と対戦した際にぶちかましでほくろを潰され完膚なきまでに叩きのめされる。
維新竜（いしんりゅう）
玉嵐の弟弟子。体重が102kgと幕内最軽量で、曲者と呼ばれており、大関の時の播磨灘に2度勝利している。播磨灘の右足を取って持ち上げたが、右足で持ち上げられ大きく振られて、土俵下に放り投げられ敗戦をする。敗戦後玉嵐に力士の命は足腰で、土俵の中でも外でもどこであってもすり足で歩けと叱責される。
モデルは維新力。

#### 親方衆
愛宕山理事長（あたごやま）
声 - 藤本譲
相撲協会理事長。角界の伝統と権威を冒す播磨灘を倒し、引退に追い込もうと執念を燃やす。が、初場所編を最後に土俵荒廃の責任を取り理事長職を辞任した。
「相撲とは力と力のぶつかり合いである」という信条を持ち、“強さ”を理念としている。播磨灘については先述の通り嫌っており、相撲の様式美を愚弄しているかの様なパフォーマンスは非難するも、横綱としての圧倒的な実力と相撲そのものへの気概に関しては素直に認めており、他の相撲部屋が拒絶した道場破りのような出稽古も受け入れる等、「何もかも認めない」と言う訳ではない。
11月場所から播磨灘に対抗するあまり無理を働いて負傷休場する力士が増え始めたが、自身が現役の時は1日に百番相撲を取って稽古していた事もあり、「稽古が足らん」「稽古も死ぬ気でやらなければ身がつくか」と断言して対策を打たず、初場所にて幕内上位の力士達が多数休場に追い込まれた。その時代錯誤と言えた問題が遂に限界まで達した結果、初場所5日目の夜に播磨灘の相手を全員横綱・大関のみにし興行を11日制に変更する事を決断する所まで追い詰められてしまい、紫電海からはこの事について「土俵荒廃の原因は播磨灘ではなく播磨灘を放置したあんただ！」と糾弾されてしまうまでに求心力が低下してしまう。
初場所千秋楽、土俵上で「相撲協会解散」を宣言した上に自分達が守ってきた大相撲を「相撲ごっこ」とまで全面的に否定した播磨灘に我慢の限界を迎え、角界からの追放を言い渡すが、その後の理事会で能登ノ海から「もはや播磨灘抜きで相撲興行は成り立たない」と糾弾される。その翌日、葛藤の末に独断で播磨灘を都内の寺に呼び出し、その場での追放取り消しを申し出る。しかし、播磨灘は寺の障子を全部開けさせ、衆人環視の中で大声で申し出を繰り返させた上で、「土下座の真似事か、土下座ちゅうのは（畳の上でなく）地面にひざまずいてするもんや」「もともと命賭けてる土俵の世界に土下座はないんじゃ、出直せ!」と張り手を食らわせ、これを一蹴されてしまう事になった。しかし、この出来事は結果的に自身の考えの甘さを噛みしめる喝入れにも繋がった様で、播磨灘を倒さない限り真の大相撲復活は無いと豪語。後任となった能登ノ海と真っ向から意見を対立させる。
その後は播磨灘を倒す事の出来る力士を育て上げるべく一念発起し、自らまわしを締めて弟子に胸を出すようになり、一門の竜鵬に目をつけ北道山に鍛えさせるようお願いした。初場所後、愛宕山一門は播磨灘に挑み、相撲協会から脱退するのではないかとされた（事実、播磨灘と闘えないのであれば愛宕山一門の脱退を能登ノ海に示唆していた）が、太刀風の説得により7月場所前に相撲協会に残留することになった。
モデルは初代若乃花の二子山理事長。
能登ノ海親方（のとのうみ）
能登ノ海一門を率いる角界有力者。初場所終了後に、愛宕山の後任として理事長職を継ぐ。
愛宕山とは対照的に「相撲とは技と技のぶつかり合いである」という信条を持ち、“しのぎ”を理念としている一方、腹黒さに加えてかなりの野心家でもある（この為か、愛宕山からも「小才面」と評されている）。前理事長である愛宕山の甘さが播磨灘や北道山を始めとする力士達の我儘を通したと考えており、理事長を引き継いだ自らの強権によって力士や親方達を徹底的に管理する方針を取ろうとしており、自らの意に反する力士に対しては問答無用で各界から追放するという行き過ぎた独裁体制に出る事も辞さない。大相撲の格式、伝統、様式美を守ろうとする意志は強い反面、自らの価値観や美学に酔っている節を見せる事があり、相撲の三百年伝統を守る気概は誰にも負けないと豪語した際も、紫電海から「滅びの美学」と酷評されている。大相撲に喧嘩を売り続けながらも連勝を重ね続けていた播磨灘に敗れたまま勝ち逃げされてしまった力士達の心情も軽視しており、結果的に自らの独善的な方針は播磨灘の打倒を燃やす多くの力士達に反発され、愛宕山時代以上と言える形で各界に大混乱を招いてしまった。
播磨灘が大相撲に対して実質的に決別宣言をして去った後、追放処分を言い渡した愛宕山に土下座してでも彼を大相撲に復帰させるよう進言している。だが、本心では自身も播磨灘を復帰させる意志など毛頭無く「毒」と称する等、愛宕山以上に嫌悪しており、大相撲安泰の為には播磨灘を力士としても社会的にも完全に抹殺する必要があるという過激な思想を持っている。愛宕山に播磨灘を復帰させるよう進言したのも、彼が播磨灘に拒絶される事で悲劇の人物に仕立て上げる事で、相撲界に英雄に祭り上げられている播磨灘の世間的評価を暴落させる計略からであった。そして狙い通りに、播磨灘が囚人観衆の前で愛宕山の要求を完全に拒絶する光景を見せつけ、それに対し大衆の非難が飛び交う中、一部始終を見た事もあって目論見通りにいったとほくそ笑んでいる。だが、結果的にその計略は、愛宕山に対する喝入れになってしまい、播磨灘に関する方針に関して真っ向から対立する事態となる。
播磨灘による「相撲協会解散」発言後の7月場所が横綱不在の状態で開催される恐れがあったことから、場所前に太刀風の引退届慰留と北道山の横綱再昇進を検討した（興行上・番付上の面子を守るには2横綱を揃える必要があると判断した為）が両者ともこれを固辞した。
そして播磨灘抜きで7月場所（国立で行われた十番勝負に対抗して、本来の名古屋ではなく播磨灘と同じ東京開催）を行った上、全幕内力士に「『播磨灘十番勝負』に参戦するよう事があれば、無条件で相撲協会から追放する」と促すほど念を入れている。だがそれでも播磨灘の元へ行く力士が後を絶たず、事実上の敗北を喫する。最後は追放宣言を白紙に戻し、理事長職を辞任。後任を太刀風に託した。
モデルは元佐田の山の出羽海理事長。
五所ヶ嶽親方（ごしょがたけ）
雷光親方の兄弟子で五所ヶ嶽一門の総帥。播磨灘の弟弟子を預かって欲しいとの雷光の要求を跳ね除けた。
モデルは元琴桜の佐渡ヶ嶽理事。
稲綱親方（いなづな）
大江川の師匠。9月場所で「大江川が（播磨灘に）負けたら廃業」と宣言し、大江川が負けたためにその言葉通りに角界を去った。
11月場所では一個人加山として福岡に赴き、稲綱部屋の宿舎や会場まで足を運んだ。
山藤親方（やまふじ）
天山の師匠。現役時代の四股名は三輪山で元横綱。横綱を張っていた時には一回しか優勝できないなど思うように活躍できず、「泣きの三輪山」「史上最弱の横綱」と揶揄されることもある。だが本来は横綱に相応しい実力の持ち主であったのだが、稽古場での怪我によって身体が本場所を充分に務められなくなってしまったため、「不運の横綱」とも言われている。そのため、天山には自身の二の轍を踏ませないように注意していた。「本場所の土俵で大観衆のもとで大怪我や死んだとしても、それは力士の本懐で名が残る」という信念を持っており、播磨灘が出稽古で天山と取組みをしようとした時には、前述の信念を述べつつも、稽古で怪我してしまうと自身のような「泣きの三輪山」と言う情け無い名が残ると、2人の取り組みを止めようとした。
播磨灘の結婚式に弟子の天山と駆けつけ、天山を播磨灘に預けてほしいと頭を下げた。
7月場所では天山が十番勝負に向かおうとしたため、力ずくでも阻止しようと竹の棒で天山を滅多打ちにする。それでも天山の気持ちが変わらなかったため最終的には「行け!」と認めた。
真砂親方（まさご）
富嶽の師匠で現役時代の最高位は関脇。打倒播磨灘のため必殺鯖折りの封印を解くように命じたが、富嶽は播磨灘に敗れる。
7月場所編では富嶽が播磨灘十番勝負に走り、阻止できなかったため能登ノ海に廃業届を提出するが却下された。
富嶽の敗北後、廃業して部屋を出る富嶽を万歳三唱で送り出した。
秩父親方（ちちぶ）
八幡の師匠で、秩父一門の総帥、現役時代の最高位は関脇。取組編成委員。協会では反主流派とされる。初場所編では、打倒播磨灘のために播磨灘の取組の相手と日にちを決め、愛宕山理事長からの播磨灘の相手を大関・横綱だけにする興行短縮を発言した際には他の親方たちからの反対意見が多い中、「日程よりも相撲の内容が相撲興行の基本」と主張しその判断を支持。愛宕山理事長から大関・横綱の取組順を決めるよう言われた。
羽後ノ海親方（うごのうみ）
三ツ岩の師匠。三ツ岩の適性に反した指導を行い、そのために三ツ岩とは険悪な状態であった。
播磨灘との取組を見て自らの過ちを認め、三ツ岩のスタイルを尊重し、これからの稽古次第であることを伝えたが、当の三ツ岩はけじめとしてマゲを切り、廃業した。
出羽ヶ岳親方（でわがたけ）
出羽ヶ岳部屋の師匠。九州場所前に播磨灘が出稽古に来たが、「お前の稽古相手は雷光部屋のふんどしかつぎだけだ」と拒絶。しかし、播磨灘はそれに構わず中に入った。出羽ヶ岳の弟子たちが胸を借りようとしたため、それを阻止しようとしたが、彼の弟子たちは次々と播磨灘に挑んだ。だが、一蹴されるばかりだった。

### その他
北条（ほうじょう）
毎朝新聞の相撲一筋数十年のベテラン記者。その相撲愛から太刀風ら横綱や親方衆でも一定の敬意を払う存在。破天荒過ぎる播磨灘のことを毛嫌いしていたが、その存在感から無視できず終始張り付くことになる。
大河内（おおこうち）
横綱審議委員。数学者。横綱審議委員会ではただ一人の播磨灘の理解者。大の好角家であり、歯に衣着せぬ批評をすることもありながら損得勘定を抜きにしたその人柄から全力士から愛されていた。品格の面で問題のあった播磨灘の横綱昇進を強く推したことで昇進に繋がった。しかし、播磨灘が仮面を被って入場するなど横綱として相応しくない振舞いが目立ったため、本場所中にもかかわらず播磨灘を角界から追放する議題の委員会が開かれる予定であった。だが、大河内の急病により中止。そのまま亡くなり、大河内家で通夜が執り行われた。その席では他の横綱は正装で弔問に訪れたのに対し、播磨灘はまわしにドロ着（浴衣）で現れた。大河内自身は仮面をかぶる播磨灘を嬉々として見ており、最後の言葉も「ワシの目に狂いはなかった。播磨は大横綱になる。」であった。
千鶴（ちづ）
亜希子の地元にある高級料亭「吉の」の女将。訪れた播磨灘に白紙の領収書を渡してどれほどの器量か測ろうとしたが、播磨灘は柱にその領収書をめり込ませるほどの強烈な張り手による手形で支払ったことに感動して料亭の家宝にした。アニメ版では愛宕山の贔屓の店となっており、播磨灘に敵対印象を持っているため嫌味な人物となっているが、播磨灘のあまりの食いっぷりに終始圧倒されていた。白紙の領収書の場面では強烈な張り手による手形に驚いてへたり込んでしまい、敗北感に打ちひしがれていた。
山野源造（やまの げんぞう）
「吉の」の花板。播磨灘相手に料理を振る舞うことを一世一代の大仕事とし、播磨灘のために政界の予約客をキャンセルまでして店を貸し切り状態にした。
小井戸烈破（こいど れっぱ）
播磨灘へ贈る化粧廻しの揮毫を仕上げるために八田が選んだ書道家であり、書道界からははみ出し者として嫌われている。人里離れた山奥で母と共に生活しており、八田が烈破と出会った時には母曰く「2年ほど思ったような書が書けず酒を飲んで過ごしていた」そうである。播磨灘の取組を生で見てから創作意欲が湧き上がり、揮毫を書きあげるも誤って播磨灘が踏みつけたことで台無しになったうえに、結果的に書の素人である八田が何の気なしに書いたものが採用されたことでしばらく意気消沈していた。後に「播磨灘十番勝負」の、のぼりの字を書く。
ぬい
博多湾に面した旅館「望坴楼」（ぼうりくろう）の女将。播磨灘の化粧まわしの書を書くために部屋を貸してほしいという八田と小井戸烈破の懇願を聞き入れ、部屋を貸す。望坴楼に誇りを持っており、播磨灘が夜通し遊び惚けた際は望坴楼の名が落ちると心底軽蔑した。
南郷太郎（なんごう たろう）
「九州の今太閤」と呼ばれる元実業家。播磨灘と対面したり直接会話するシーンはないが、播磨灘に魅せられて九州場所千秋楽の播磨灘対太刀風戦の懸賞金総額20億円のうち10億円を出した。
桔梗（ききょう）
博多芸者。播磨灘と偶然出会い、自分が芸者を務めている望坴楼に誘って朝まで遊び惚けた。その後、自分を嫁にしてくれと播磨灘に直談判したものの、九州場所以降出てこなくなり、どうなったかは不明である。
北道山の母
北海道の奥地に住み、女手一つで北道山を育てながら、根っこ起こしをして荒野を開墾した女傑。九州場所編で播磨灘に負けたことで、自殺未遂騒ぎを起こした北道山に「とっとと死ね」と言い放つなど、気性はかなり激しい。初場所前には記者に対し「北道山が播磨灘に勝てないのは頭が育っていないから」という意の指摘をした。だが子供の頃からたわけで今ではおおたわけだが、播磨灘と戦うにはちょうどいいくらいと記者に言ってもいる。しかしながら、息子と播磨灘の戦いの際は思わず播磨灘の腕をへし折れと叫ぶなど息子の勝利を願っているようで、初場所で北道山が播磨灘に敗北した際は怒りと悔しさのあまり家のテレビにテーブルを投げつけて破壊した。
ブリッツ・ザ・ブルーザー
最強のプロレスラー。支度部屋に乱入し、播磨灘に握手を求めたが、断られた。播磨灘が風呂に入っている間に播磨灘の綱を奪い（本人は大金を払って買い取ったと思っている）、その綱を締めてリングに上がったが、播磨灘は綱を取られたことを聞き激怒し、綱を取り返すために自らリングに上がった。開始早々、播磨灘の首を得意のネックハンギングで締めたが、その手を振りほどかれ、播磨灘に心臓を一時的に止めるほどの張り手を受けて、ロープに跳ね返され、ぶちかましを受けた。播磨灘に右腕を網打ちで左腕を小手投げによって、両腕をへし折られて（両腕ともギプスで固められるほどの重傷を負った）完敗する。一応、左腕を折られた後に右腕のラリアットで反撃したが、播磨灘のジャージを引き裂いただけで全くダメージは与えられず、そのまま右腕を折られたことで、気絶し病院送りになった。
しかし、播磨灘は肝心の綱を取り返すどころかリングに置き忘れ、次の日（千秋楽）にプロレスの関係者から播磨灘に返却された。だが、綱はプロレスの関係者が汚れを落とそうとして、余計に汚れてしまい、播磨灘が枕に使ってしまったことで、更に汚れて使用不能になり、播磨灘は土俵入りで綱引き用の綱を締めて土俵に上がった。
試合後、雷光部屋の宿舎で記者会見が行われたが、播磨灘は現役力士でしかも本場所中にプロレスのリングに上がったことについて「知らん」と答え、愛宕山親方からも「横綱が知らんと言うものわしらが知るはずも無い」と答えられる。
播磨灘との試合後に入院しており、翌日のニュースでは、「ハッキリ言ってムチャクチャ、法もクソもない暗黒時代」「言語道断、（相撲界は）封建的で、（播磨灘と愛宕山は）お殿様かしら、でも、引退せずに良かった。土俵で負ける顔が見たい」「播磨灘が負けてたらあっさりクビ、すごい世界」と播磨灘と愛宕山親方に非難の声が出る中で、「（播磨灘は）綱の重みや意味を知らないブルーザーから日本の文化を守った英雄」と播磨灘を擁護する声に、ブルーザーとの一戦を播磨灘や愛宕山と同じく「我々も知らない」と言った声を聞いて「何なんだこの国は！」と怒りを見せた。
名前はフリッツ・フォン・エリックとブルーザー・ブロディとディック・ザ・ブルーザーがモデル。
中津川（なかつがわ）
大河内の後任の横綱審議委員。就任の挨拶に来た時播磨灘に、「器が小さい、大きゅうなりなされ」と言った。
尾賀無覚（おが むがく）
除霊師。播磨灘の新居予定地に取り憑いた悪霊を追い出すために呼ばれた。全国から呼ばれた一流の除霊師が次々と倒れる中、般若心経を唱えて悪霊を追い出すことに成功したが、一瞬巨大化した播磨灘に踏まれた。
モデルは織田無道。
ケンちゃん
播磨灘十番勝負後、播磨灘が巡業している際に子供相撲の稽古で対戦した少年。稽古とはいえ、作中で唯一播磨灘を内無双にて倒している。「播磨が子供相手に花をもたせた？」との周囲の推測に八田は「播磨に限ってそれはない」と少年の持つなにかの要素が播磨灘を上回ったと見抜き、それを裏付けるのかのように播磨灘が「もう一丁お願いする」と三番稽古を申し出るところで物語は幕を下ろす。
勅使河原月山（てしがわら がっさん）
初場所5日目、支度部屋に乱入した老人。播磨灘に「たわけー」と叫びながら杖で叩き、「100年人間を見てきたが、お前ほど悪しき魂を持った奴は見た事ない」と面と向かって言い、播磨灘に杖ごと持ち上げられ、放り出された。続いて、取組編成会議の場に乱入し、「（播磨灘に）大関を当てよ、4大関2横綱を当てていくのじゃ、今場所は11日間にすりゃええ！」と怒鳴り、退去させられた。このため、愛宕山は翌日から播磨灘の対戦相手を横綱大関とさせることになり、初場所は11日間となった。ちなみに月山がどういう人物かは最後まで謎のままであった。

### アニメオリジナルキャラクター
りえ
声 - 西原久美子
茶髪で肩までのロングヘアーが特徴の少女。播磨灘のファンで特に恋愛感情に近い気持ちを抱いている。そのため播磨灘が亜希子との婚約を発表した時は失恋に近いショックを受けた。
マロ
声 - 真柴摩利
播磨灘ファンの少年。弟のチビマロと共に播磨灘ファンという理由でいじめっ子からいじめられている。亜希子の隣人で播磨灘と婚約した亜希子をクラッカーで祝福したが、弟ともども拳骨を喰らった。
フーコ
声 - ならはしみき
黒髪のおかっぱが特徴の少女。当初、りえの家で相撲を見るのを嫌がっていたが播磨灘の圧倒的強さに惹かれて彼のファンになる。
ピュータ
声 - 田野恵
眼鏡姿の少年。りえたちと同様に播磨灘のファンであるが彼の場合は播磨打の強さを科学的に考察するなど、頭脳派である。紫電海戦前に、播磨灘が筋肉疲労を起こしていることに気づいた。
ゲンさん
声 - 福田信昭
ジロー
声 - 折笠愛

#### その他
行司
声 - 小野健一、中嶋聡彦
呼び出し
声 - 田中耕二、古田信幸
アナウンサー
声 - 村山明
ナレーション
声 - 沢木郁也、小野健一

## アニメ
1992年4月23日から同年10月1日まで、『見ると強くなる 痛快!横綱アニメ ああ播磨灘』（みるとつよくなる つうかい よこづなアニメ ああはりまなだ）のタイトルでテレビ東京系にて毎週木曜日19時30分 - 20時00分の時間帯で放送された。全23話。
日本のテレビアニメとしては珍しい相撲を題材とした作品で、本作の放送終了後は、2014年より放送された『暴れん坊力士!!松太郎』まで約22年もの間、企画・制作されなかった。

### スタッフ
- 原作：さだやす圭（講談社刊『モーニング』連載）
- 企画、シリーズ監修：長田紀生
- キャラクターデザイン：新井豊
- 美術監督：長尾仁
- 撮影監督：笹原純
- 音楽：天野正道
- 音響監督：山崎宏
- プロデューサー：清水睦夫⇒中野万作（テレビ東京）、萩原致司、山出勉
- 監督：岡﨑ゆきお
- 製作：テレビ東京、フォールマンオフィス、イージー・フイルム

### 主題歌
オープニングテーマ「絶対負けない」
作詞・作曲・歌 - 片山圭司 / 編曲 - 池田大介
エンディングテーマ「死ぬまで離さない」
作詞 - 長戸大幸 / 作曲 - 多々納好夫 / 編曲 - 池田大介 / 歌 - A-TLES

### 放映リスト
| 話 | 放映日         | サブタイトル                      | 脚本     | 絵コンテ            | 演出            | 作画監督      |
| -- | -------------- | --------------------------------- | -------- | ------------------- | --------------- | ------------- |
| 1  | 1992年 4月23日 | 新横綱誕生、みたか仮面の土俵入り  | 中村俊一 | 岡崎ゆきお          | 岡崎ゆきお      | 新井豊        |
| 2  | 4月30日        | 仮面の横綱吼える!                 | 松下幹夫 | 新井豊              | 鈴野貴一        | 小泉謙三      |
| 3  | 5月7日         | 悲運の関脇、泥を噛め              | 奥山耕平 | 牧野滋人            | 中野頼道        | 市太郎        |
| 4  | 5月14日        | 仮面の横綱、踏みつける!           | 大原清秀 | 岡崎ゆきお          | 牧野滋人        | 新井豊        |
| 5  | 5月21日        | 仮面の横綱、またもや掟を破る!     | 野波静雄 | 金澤勝眞            | 金澤勝眞        | 服部一郎      |
| 6  | 5月28日        | 仮面の横綱、破竹の26連勝!         | 奥山耕平 | 小泉謙三            | 小泉謙三        | 小泉謙三      |
| 7  | 6月4日         | 激闘! 嵐の横綱対決                | 中村俊一 | 岡崎ゆきお          | 岡崎ゆきお      | 新井豊 市太郎 |
| 8  | 6月11日        | 炎の横綱、怒りの一撃!             | 松下幹夫 | 金澤勝眞            | 金澤勝眞        | 服部一郎      |
| 9  | 6月18日        | 出た! 荒技“仏壇返し”!             | 奥山耕平 | 佐藤真人            | 上條修 中野頼道 | 上條修        |
| 10 | 6月25日        | 千秋楽前夜、恩人岡林教授死す!     | 奥山耕平 | 岡崎ゆきお 牧野滋人 | 小泉謙三        | 小泉謙三      |
| 11 | 7月2日         | 竜が飛ぶ! 怒涛の千秋楽            | 中村俊一 | 秦泉寺博            | 秦泉寺博        | 松本勝次      |
| 12 | 7月9日         | 全勝対決、真の横綱は誰か?!        | 松下幹夫 | 佐藤真人            | 佐藤真人        | 河村明夫      |
| 13 | 7月30日        | 仮面の婚約者現る!                 | 原田聡明 | 中野頼道            | 牧野滋人        | 上條修        |
| 14 | 8月6日         | 横綱VS女将、天下無双のごっつあん! | 奥山耕平 | 金澤勝眞            | 金澤勝眞        | 服部一郎      |
| 15 | 8月13日        | 嵐の前ぶれ! 謎の関取現る          | 中村俊一 | 岡崎ゆきお          | 小泉謙三        | 小泉謙三      |
| 16 | 8月20日        | 真剣勝負! 嵐の出稽古              | 松下幹夫 | 秦泉寺博            | 秦泉寺博        | 松本勝次      |
| 17 | 8月27日        | 九州場所開幕、またも無敵宣言      | 奥山耕平 | 佐藤真人            | 佐藤真人        | 河村明夫      |
| 18 | 9月3日         | 予告の二枚蹴り!!                  | 松下幹夫 | 岡崎ゆきお 牧野滋人 | 鈴野貴一        | 新井豊        |
| 19 | 9月10日        | 絶体絶命! 禁じ手、殺人さば折り!   | 原田聡明 | 金澤勝眞            | 金澤勝眞        | 服部一郎      |
| 20 | 9月17日        | 絶対負けない! 播磨の逆襲          | 中村俊一 | 秦泉寺博            | 中野頼道        | 上條修        |
| 21 | 9月30日        | 大懸賞、必殺の内掛け!             | 奥山耕平 | 金澤勝眞            | 小泉謙三        | 小泉謙三      |
| 22 | 10月1日        | 吹き荒れる、張り手の嵐!           | 原田聡明 | 佐藤真人            | 佐藤真人        | 河村明夫      |
| 23 | 10月1日        | 果てしなき戦い、不滅の大横綱      | 松下幹夫 | 岡崎ゆきお          | 岡崎ゆきお      | 新井豊        |

### 放送局
※放送日時は個別に出典が掲示されてあるものを除き、1992年5月中旬 - 6月上旬時点、放送系列は放送当時のものとする。放送系列は本放送当時のものを使用。
| 放送地域       | 放送局         | 放送日時                     | 放送系列                                     | 備考                                    |
| -------------- | -------------- | ---------------------------- | -------------------------------------------- | --------------------------------------- |
| 関東広域圏     | テレビ東京     | 木曜 19:30 - 20:00           | テレビ東京系列                               | 制作局                                  |
| 北海道         | テレビ北海道   | 木曜 19:30 - 20:00           | テレビ東京系列                               |                                         |
| 愛知県         | テレビ愛知     | 木曜 19:30 - 20:00           | テレビ東京系列                               |                                         |
| 岐阜県         | 岐阜放送       | 木曜 19:30 - 20:00           | 独立局                                       |                                         |
| 滋賀県         | びわ湖放送     | 木曜 19:30 - 20:00           | 独立局                                       |                                         |
| 大阪府         | テレビ大阪     | 木曜 19:30 - 20:00           | テレビ東京系列                               |                                         |
| 奈良県         | 奈良テレビ     | 木曜 19:30 - 20:00           | 独立局                                       |                                         |
| 岡山県・香川県 | テレビせとうち | 木曜 19:30 - 20:00           | テレビ東京系列                               |                                         |
| 福岡県         | TXN九州        | 木曜 19:30 - 20:00           | テレビ東京系列                               | 現・TVQ九州放送。                       |
| 青森県         | 青森テレビ     | 火曜 16:00 - 16:30           | TBS系列                                      | [ 12 ]                                  |
| 岩手県         | 岩手放送       | 土曜 6:00 - 6:30             | TBS系列                                      | 現・IBC岩手放送。                       |
| 宮城県         | 仙台放送       | 月曜 - 木曜 10:30 - 11:00    | フジテレビ系列                               | 本放送終了後の1993年7月19日より帯放送。 |
| 秋田県         | 秋田テレビ     | 木曜 17:30 - 18:00           | フジテレビ系列                               | 1992年10月8日まで放送                   |
| 山形県         | 山形テレビ     | 火曜 16:30 - 17:00           | フジテレビ系列                               |                                         |
| 福島県         | 福島テレビ     | 土曜 17:30 - 18:00           | フジテレビ系列                               |                                         |
| 山梨県         | 山梨放送       | 木曜 16:00 - 16:30           | 日本テレビ系列                               |                                         |
| 長野県         | 長野放送       | 金曜 16:00 - 16:30           | フジテレビ系列                               |                                         |
| 三重県         | 三重テレビ     | 木曜 16:30 - 17:00           | 独立局                                       |                                         |
| 和歌山県       | テレビ和歌山   | 金曜 18:30 - 19:00           | 独立局                                       |                                         |
| 熊本県         | テレビ熊本     | 火曜 16:30 - 17:00           | フジテレビ系列                               |                                         |
| 大分県         | テレビ大分     | 月曜 16:30 - 17:00           | フジテレビ系列 日本テレビ系列 テレビ朝日系列 |                                         |
| 鹿児島県       | 南日本放送     | 日曜 1:35 - 2:05（土曜深夜） | TBS系列                                      |                                         |

| テレビ東京系 木曜19時30分枠                        | テレビ東京系 木曜19時30分枠                | テレビ東京系 木曜19時30分枠 |
| 前番組                                             | 番組名                                     | 次番組                      |
| -------------------------------------------------- | ------------------------------------------ | --------------------------- |
| 燃えろ!トップストライカー （木曜19時00分枠へ移動） | 見ると強くなる 痛快! 横綱アニメ ああ播磨灘 | 風の中の少女 金髪のジェニー |

## ああ播磨灘外伝ISAO
『ああ播磨灘外伝ISAO』（ああはりまなだがいでん イサオ）は、さだやす圭による日本の漫画作品。『イブニング』（講談社）にて連載された。『ああ播磨灘』の前日談的な作品であり、播磨灘の中学 - 高校生時代を描いている。単行本全6巻。

## 関連商品

### ゲーム
※タイトルは全て「ああ播磨灘」。
- ゲームギア版：1993年7月2日発売（セガ）
- ゲームボーイ版：1993年7月23日発売（アスク講談社）
- メガドライブ版：1993年9月3日発売（セガ）